# Список эпизодов телесериала «Чёрные паруса»
Список эпизодов американского телесериала «Чёрные паруса», созданного Джонатаном Е. Стейнбергом и Робертом Ливайном для телевизионного канала Starz, который дебютировал 25 января 2014 года.
События сериала разворачиваются в Золотой век пиратства в 1715 году. На острове Нью-Провиденс, ранее являвшимся британской колонией, обосновались самые известные пиратские корабли и их капитаны. Остров является своего рода пиратской базой, которая необходима им для пополнения запасов, а также продажи награбленного. Скупкой краденого занимается дочь местного британского чиновника — Элеонора Гатри. Одним из самых грозных капитанов на острове является капитан Флинт. Он и Элеонора разрабатывают план по обретению островом независимости от Британской империи. Для осуществления планов Флинту необходимо захватить «денежный корабль» — испанский галеон Урка-де-Лима.

## Обзор сезонов
| Сезоны | Сезоны | Эпизоды | Оригинальная дата показа | Оригинальная дата показа | Оригинальная дата показа |
| Сезоны | Сезоны | Эпизоды | Премьера сезона          | Финал сезона             | Рейтинг                  |
| ------ | ------ | ------- | ------------------------ | ------------------------ | ------------------------ |
|        | 1      | 8       | 25 января 2014           | 15 марта 2014            | 1,02                     |
|        | 2      | 10      | 25 января 2015           | 28 марта 2015            | 0,887                    |
|        | 3      | 10      | 23 января 2016           | 26 марта 2016            | 0,831                    |
|        | 4      | 10      | 29 января 2017           | 2 апреля 2017            | 0,698                    |

## Список серий

### Сезон 1 (2014)
| № общий | № в сезоне | Название | Режиссёр     | Автор сценария                        | Дата премьеры   | Зрители в США (млн) |
| --- | ---------- | -------- | ------------ | ------------------------------------- | --------------- | ------------------- |
| 1 | 1          | «I.»     | Нил Маршалл  | Джонатан Е. Стейнберг и Роберт Ливайн | 25 января 2014  | 0,846               |
| Джон Сильвер присоединяется к команде капитана Флинта, после того как Флинт захватывает корабль, на котором был Сильвер. Джон, прихватив с собой важную страницу из корабельного журнала, становится корабельным коком у Флинта. Тем временем на корабле Флинта назревает бунт. Билли Бонс спасает Флинта от свержения с поста капитана. |            |          |              |                                       |                 |                     |
| 2 | 2          | «II.»    | Сэм Миллер   | Джонатан Е. Стейнберг и Роберт Ливайн | 1 февраля 2014  | 0,840               |
| После того, как капитан Флинт перед всей командой обвиняет Синглтона в краже, знающий о том, что это ложь, Билли рассказывает обо всём Гейтсу. Гейтс убеждает Билли скрыть правду ради блага команды корабля. Тем временем Сильвер и Макс вынуждены скрываться в борделе, так как капитан Вейн и его помощники Джек Рэкхем и Энн Бонни полны решимости овладеть пропавшей страницей, которая способна навести их на след испанского галеона Арка-де-Лима. Кроме того, Макс ставит Элеоноре ультиматум – она должна выбрать между любовью и делом всей её жизни. |            |          |              |                                       |                 |                     |
| 3 | 3          | «III.»   | Нил Маршалл  | Джонатан Е. Стейнберг и Роберт Ливайн | 8 февраля 2014  | 0,671               |
| Флинт просит Гейтса получить помощь от капитана Хорнигольда, который мог бы предоставить им свой корабль, «Королевского льва», для поисков Арка-де-Лимы. Тем временем Сильвер и Билли решают моральную проблему, когда вместе ищут оставшихся среди команды мятежников. Пока капитаны заключают сделку, Элеонора оценивает спокойное поведение капитана Вейна, что приводит к их интимной связи. Однако, как только она узнаёт, что Макс находится в заложниках у команды Вейна, она решает жестоко наказать его, предоставив ему нелёгкий выбор. Тем временем Гейтс становится капитаном своего собственного судна. |            |          |              |                                       |                 |                     |
| 4 | 4          | «IV.»    | Сэм Миллер   | Брэд Калеб Кейн                       | 15 февраля 2014 | 0,672               |
| Элеонора, взбешенная ролью Вейна в несчастьях Макс шантажом и угрозами заставляет его команду сместить капитана. Вейн остается без команды. Билли Бонс продолжает колебаться в своем отношении к Флинту. Гейтс получает собственный корабль и место помощника на «Морже» освобождается. Этот пост получает Билли Бонс. Флинту нужны пушки. Элеонора убеждает отца помочь ему. Гатри считает все происходящее опасной авантюрой но не может отказать дочери. Он убеждает капитана одного из своих «легальных» кораблей передать пушки Флинту. Боясь санкций со стороны английского правительства, тот сначала отказывается, но потом соглашается. Гатри умоляет чернокожего управляющего Скотта «спасти Элеонору от её самой». Для ремонта и очистки корпуса «Морж» подвергается килеванию. Во время аварии Флинт проявляет чудеса храбрости, спасая матроса. Билли признается Гейтсу, что боится Флинта. Тем временем завязывается новая интрига - в женщине, живущей с Флинтом, Гатри узнает невесту своего друга лорда Гамильтона, сбежавшую с любовником. Этим любовником был Флинт. Сын же лорда был убит при таинственных обстоятельствах. Гатри предлагает женщине помочь порвать с Флинтом и вернуться в Бостон. Сильвер продолжает втираться в доверие к Флинту. |            |          |              |                                       |                 |                     |
| 5 | 5          | «V.»     | Марк Манден  | Дорис Иган                            | 22 февраля 2014 | 0,744               |
| Гатри объявляет фирму банкротом. Пираты теряют деньги. На самом деле Гатри опасается растущего влияния, Англии в Вест-Индии и перспективы оказаться вне закона. Он желает превратить остров пиратов в остров плантаторов, принадлежащий Англии. Элеонора не согласна с отцом. Она предлагает влиятельным капитанам создать легальную мореходную компанию, обещая гораздо большие прибыли и при этом сохранить независимость острова. Капитан «Андромахи» все-таки отказывается отдать Флинту пушки. Флинт перехватывает «Андромаху» в море и берет на абордаж. Но экипаж «Андромахи» запирается в трюме - должен подойти английский военный корабль. У Флинта не остается времени. |            |          |              |                                       |                 |                     |
| 6 | 6          | «VI.»    | Т. Дж. Скотт | Хезер Беллсон                         | 1 марта 2014    | 0,847               |
| 7 | 7          | «VII.»   | Марк Манден  | Майкл Анджели                         | 8 марта 2014    | 0,703               |
| 8 | 8          | «VIII.»  | Т. Дж. Скотт | Джонатан Е. Стейнберг и Роберт Ливайн | 15 марта 2014   | 0,762               |

### Сезон 2 (2015)
| № общий | № в сезоне | Название | Режиссёр      | Автор сценария                                                                              | Дата премьеры   | Зрители в США (млн) |
| ------- | ---------- | -------- | ------------- | ------------------------------------------------------------------------------------------- | --------------- | ------------------- |
| 9       | 1          | «IX.»    | Стив Бойм     | Джонатан Е. Стейнберг и Роберт Ливайн                                                       | 24 января 2015  | 0,860               |
| 10      | 2          | «X.»     | Кларк Джонсон | Майкл Чернучин                                                                              | 31 января 2015  | 0,746               |
| 11      | 3          | «XI.»    | Стефан Шварц  | Брэд Калеб Кейн                                                                             | 7 февраля 2015  | 0,691               |
| 12      | 4          | «XII.»   | Кларк Джонсон | История: Джули Сиг Телесценарий: Джонатан Е. Стейнберг и Дэн Шотц                           | 14 февраля 2015 | 0,752               |
| 13      | 5          | «XIII.»  | Алик Сахаров  | Аарон Хелбинг и Тодд Хелбинг                                                                | 21 февраля 2015 | 0,750               |
| 14      | 6          | «XIV.»   | Майкл Нанкин  | Хизер Беллсон                                                                               | 28 февраля 2015 | 0,778               |
| 15      | 7          | «XV.»    | Алик Сахаров  | Лиза Шультц Бойд                                                                            | 7 марта 2015    | 0,632               |
| 16      | 8          | «XVI.»   | Стив Бойм     | История: Марк Берженски и Мария Мельник Телесценарий: Джонатан Е. Стейнберг и Роберт Ливайн | 14 марта 2015   | 0,743               |
| 17      | 9          | «XVII.»  | Лукас Эттлин  | История: Дэн Шотц Телесценарий: Брэд Калеб Кейн                                             | 21 марта 2015   | 0,653               |
| 18      | 10         | «XVIII.» | Стив Бойм     | Джонатан Е. Стейнберг и Роберт Ливайн                                                       | 28 марта 2015   | 0,668               |

### Сезон 3 (2016)
| № общий | № в сезоне | Название  | Режиссёр     | Автор сценария                                                             | Дата премьеры   | Зрители в США (млн) |
| ------- | ---------- | --------- | ------------ | -------------------------------------------------------------------------- | --------------- | ------------------- |
| 19      | 1          | «XIX.»    | Алик Сахаров | Джонатан Е. Стейнберг и Роберт Ливайн                                      | 23 января 2016  | 0,843               |
| 20      | 2          | «XX.»     | Лукас Эттлин | Джонатан Е. Стейнберг и Брэд Калеб Кейн                                    | 30 января 2016  | 0,759               |
| 21      | 3          | «XXI.»    | Стефан Шварц | Джонатан Е. Стейнберг и Дэн Шотц                                           | 6 февраля 2016  | 0,501               |
| 22      | 4          | «XXII.»   | Стив Бойм    | Джонатан Е. Стейнберг и Лиза Шультц Бойд                                   | 13 февраля 2016 | 0,640               |
| 23      | 5          | «XXIII.»  | Алик Сахаров | Джонатан Е. Стейнберг и Роберт Ливайн                                      | 20 февраля 2016 | 0,679               |
| 24      | 6          | «XXIV.»   | Лукас Эттлин | Дэн Шотц                                                                   | 27 февраля 2016 | 0,603               |
| 25      | 7          | «XXV.»    | Роберт Бэйли | Марк Берженски и Джош Ротенбергер                                          | 5 марта 2016    | 0,658               |
| 26      | 8          | «XXVI.»   | Стефан Шварц | Эван Блейвейсс                                                             | 12 марта 2016   | 0,677               |
| 27      | 9          | «XXVII.»  | Стив Бойм    | История: Брэд Калеб Кейн и Тайлер Ван Паттен Телесценарий: Брэд Калеб Кейн | 19 марта 2016   | 0,608               |
| 28      | 10         | «XXVIII.» | Алик Сахаров | Джонатан Е. Стейнберг и Роберт Ливайн                                      | 26 марта 2016   | 0,644               |

### Сезон 4 (2017)
| № общий | № в сезоне | Название   | Режиссёр              | Автор сценария                                                               | Дата премьеры   | Зрители в США (млн) |
| ------- | ---------- | ---------- | --------------------- | ---------------------------------------------------------------------------- | --------------- | ------------------- |
| 29      | 1          | «XXIX.»    | Лукас Эттлин          | Джонатан Е. Стейнберг и Роберт Ливайн                                        | 29 января 2017  | 0,738               |
| 30      | 2          | «XXX.»     | Алик Сахаров          | Джонатан Е. Стейнберг и Дэн Шотц                                             | 5 февраля 2017  | 0,340               |
| 31      | 3          | «XXXI.»    | Роэль Рейни           | Джонатан Е. Стейнберг и Брэд Калеб Кейн                                      | 12 февраля 2017 | 0,503               |
| 32      | 4          | «XXXII.»   | Марк Джобст           | Питер Окко и Майкл Расселл Ганн                                              | 19 февраля 2017 | 0,483               |
| 33      | 5          | «XXXIII.»  | Алик Сахаров          | Джонатан Е. Стейнберг и Дэн Шотц                                             | 26 февраля 2017 | 0,448               |
| 34      | 6          | «XXXIV.»   | Стив Бойм             | Джонатан Е. Стейнберг и Роберт Ливайн                                        | 5 марта 2017    | 0,448               |
| 35      | 7          | «XXXV.»    | Лукас Эттлин          | Роберт Ливайн и Брэд Калеб Кейн                                              | 12 марта 2017   | 0,505               |
| 36      | 8          | «XXXVI.»   | Ута Бризевиц          | История: Дженнифер Кастилло и Джиллиан Молин Телесценарий: Тайлер Ван Паттен | 19 марта 2017   | 0,473               |
| 37      | 9          | «XXXVII.»  | Стив Бойм             | Джонатан Е. Стейнберг и Дэн Шотц                                             | 26 марта 2017   | 0,501               |
| 38      | 10         | «XXXVIII.» | Джонатан Е. Стейнберг | Джонатан Е. Стейнберг и Роберт Ливайн                                        | 2 апреля 2017   | 0,568               |